# Anale douche
Anaal douchen (ook wel rectaal douchen genoemd) is het spoelen van het rectum met de bedoeling het schoon te maken, vaak ter voorbereiding op anale seks. Een anale douche is een hulpmiddel dat vaak wordt gebruikt om de reiniging uit te voeren.
Onder mannen en vrouwen die experimenteren met anale seks is de anale douche een populair middel om de endeldarm te reinigen, vooral vanwege hygiënische redenen en comfort. Het gebruik van een anale douche is veilig, zolang deze op de juiste manier gehanteerd wordt.

## Geschiedenis
Hoewel het reinigen van het rectum voor anale seks waarschijnlijk al veel eerder plaatsvond met hulpmiddelen, werd de anale douche in 1957 gepatenteerd door Patricia Bragg in de Verenigde Staten.

## Toepassing
Met een anale douche wordt het rectum uitgespoeld. Hierbij wordt een instrument gebruikt (de douche) om warm water in het rectum te spuiten. Vervolgens loopt het water weer weg en spoelen eventueel achtergebleven resten het rectum uit.
Er zijn enkele medische redenen waarom mensen een anale douche kunnen gebruiken zoals bij hardnekkige constipatie of bij darmreiniging vóór een medisch onderzoek, hoewel dit meestal een "klysma" wordt genoemd. Hierbij worden de darmen dieper gereinigd dan bij een anale douche, waarbij met name het rectum, het laatste deel van de endeldarm, gereinigd wordt.
Er zijn echter vooral seksuele redenen voor het gebruik van een anale douche. Door het rectum te reinigen trachten gebruikers van een anale douche te voorkomen dat er (achter gebleven) ontlasting vrij komt tijdens anale seks of anale penetratie. De motivatie voor het gebruik van een anale douche is dan ook vaker mentaal dan dat het fysiek of medisch noodzakelijk is.

## Hoe een anale douche werkt

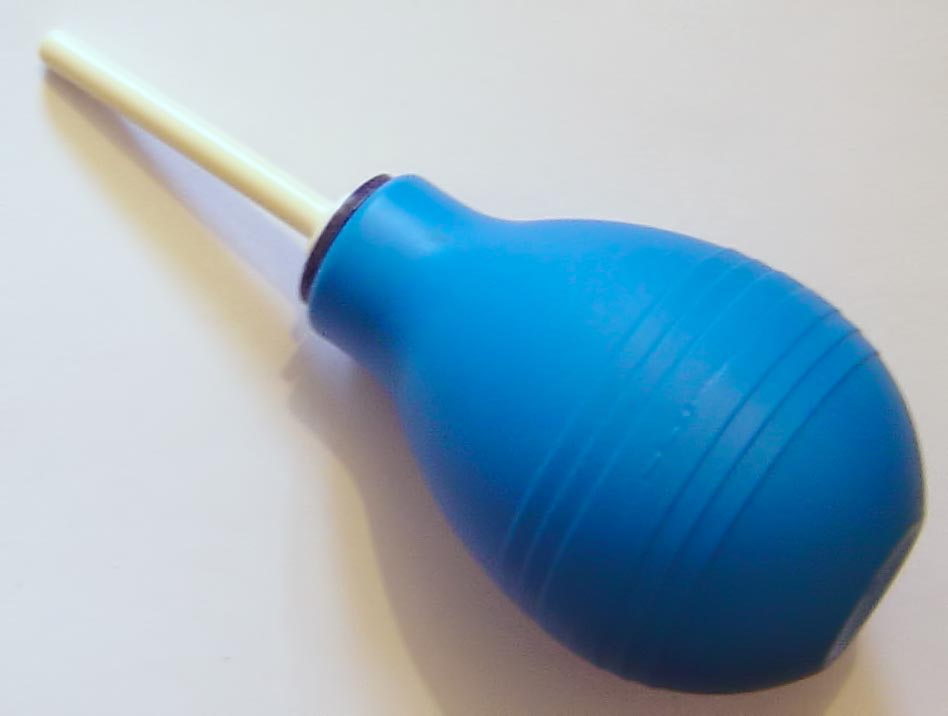
Het uiteinde van het mondstuk wordt in het rectum gebracht, waarna in de bol wordt geknepen om water af te geven.

De meeste anale douches zijn eenvoudig in gebruik. Doorgaans bestaan ze uit een bolvormig deel, waar water in gaat en een steel die in de anus het water laat vrijkomen. Nadat de steel verwijderd is wordt de bol gevuld met water, liefst lauw of warm. Het vullen van de bol met water is mogelijk door deze onder de douche of onder de kraan te vullen, maar ook door in de bol te knijpen, onder water te houden en dan weer los te laten. De bol vult zich dan vanzelf met het warme water.
Als het bolvormige deel met warm of lauw water gevuld is, wordt de steel weer opnieuw aangebracht. Vaak wordt er vervolgens glijmiddel op aangebracht, om het inbrengen te vergemakkelijken. De steel kan vervolgens voorzichtig ingebracht worden. Wanneer er dan in het bolvormige deel geknepen wordt, komt het water vrij. Daarbij is het niet nodig dat de gehele inhoud gebruikt wordt.
Na het inbrengen van het water komt er spoedig aandrang. Een douche of toilet is dan ook de meest geschikte plek om de anale douche te gebruiken. Na het verwijderen van de douche komt het water er op natuurlijke wijze weer uit. Dit proces kan herhaald worden tot het uitstromende water helder van kleur is en er geen resten meer zichtbaar zijn.

## Soorten anale douchen
Er bestaan verschillende soorten anaal douches, hoewel er één veel vaker voorkomt dan de anderen.

### Bulb douche
De meest gebruikte anaal douche is de zogeheten 'bulb douche'. Deze anale douche is relatief goedkoop, gebruiksvriendelijk en effectief. De bolvormige douche is gemakkelijk te vullen met lauwwarm water. Het steeltje wordt vervolgens ingebracht waarna het water weer vrijkomt. Deze handeling wordt herhaald tot het water helder is. De bolvormige anale douche wordt vaak gebruikt ter voorbereiding op anale seks of anale penetratie.

### Douche klysma
Een douche klysma is een alternatieve manier om de darmen te reinigen. Een douche klysma is op de gewone douche aan te sluiten. Hierdoor ontstaat een regelbare en constante stroomsnelheid met een hogere druk, waardoor een diepere reiniging mogelijk is. Een douche klysma is lastiger te reinigen, omdat deze volledig gedemonteerd moet worden om reiniging mogelijk te maken.

### Waterzak douche
Een waterzak douche heeft een vergelijkbare werking als een douche klysma. Hierbij wordt de klysma echter niet op de douche aangesloten, maar betreft het een zak die wordt gevuld met water. Deze wordt vervolgens hoog aan een haak gehangen. De slang wordt rectaal ingebracht, waarna het water naar binnen stroomt.

## Veiligheid
Het gebruik van een anale douche is bij sporadisch gebruik waarschijnlijk veilig. Hoewel er geen voorgeschreven maximum is, kan de anus en het darmslijmvlies echter beschadigen wanneer een anale douche te vaak wordt gebruikt. Ook kan bij overmatig gebruik de darmflora verstoord raken. Experts raden af om meerdere malen gebruik te maken van een anaal douche in dezelfde dag. En idealiter niet meer dan 2 tot 3 maal per week in totaal.
Wanneer er sprake is van aambeien of anale fissuren kan het gebruik van een anale douche pijnlijk zijn of de klachten verergeren.
Het royaal gebruik van glijmiddelen voorkomt eventuele beschadiging aan het rectum bij het inbrengen van de anale douche.